# Dasyuris anceps
Dasyuris anceps là một loài bướm đêm trong họ Geometridae.